# Kręgosłup

Kręgosłup kozy

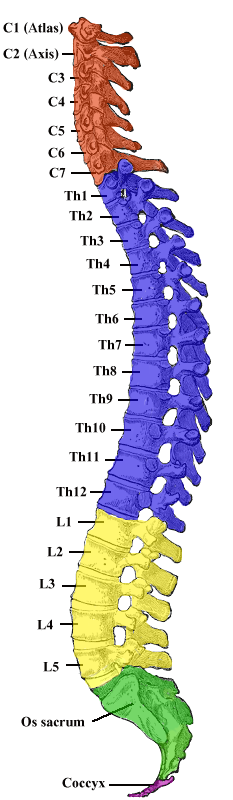
Kręgosłup człowieka

Kręgosłup (łac. columna vertebralis) – element szkieletu osiowego kręgowców (poza kręgoustymi). Składa się z kręgów.
Kręgosłup można sobie wyobrazić jako wieloelementową tuleję chroniącą rdzeń kręgowy. Podstawowe elementy składające się na kręgosłup nazywane są kręgami; każdy z nich jest osobną kością. W centrum każdego kręgu znajduje się otwór, przez który przebiega nieprzerwany rdzeń. Liczba kręgów jest różna w zależności od przynależności systematycznej kręgowca. 

## Ryby
U ryb liczba kręgów waha się od 14 do 400. Może być zmienna między osobnikami danego gatunku. Wyróżnić można dwa odcinki. Kręgosłup ryb jest zrośnięty z czaszką.

## Płazy
Kręgosłup płazów składa się z 9 kręgów – 7 kręgów tułowiowych, 1 kręg krzyżowy i 1 kręg ogonowy lub kość ogonowa. Pierwszy kręg nosi nazwę dźwigacza albo atlasu. Na kręgu tym osadzona jest czaszka. Dźwigacz ma z przodu specjalny wyrostek, który wchodzi między dwie wypukłości czaszki (kłykcie potyliczne). W każdym kręgu można wyróżnić trzon oraz łuk. Poza tym każdy kręg ma wyrostki. Między trzonem i łukiem znajduje się kanał kręgowy, przez który przechodzi część systemu nerwowego, zwana rdzeniem kręgowym. U płazów nie występują żebra, jedynie kręgi przodowklęsłe i mostek.

## Ssaki
Większość ssaków, w tym również żyrafa, ma 7 kręgów szyjnych. Do wyjątków należą leniwce, u których liczba kręgów szyjnych wynosi 9, co sprawia, że bez trudności mogą obracać głowę o ok. 270 stopni.
Kręgosłup człowieka składa się z 7 kręgów szyjnych (C), 12 kręgów piersiowych (Th), 5 kręgów lędźwiowych (L), 5 kręgów krzyżowych (S, które łączą się w jedną kość krzyżową) i 4 do 5 kręgów guzicznych (Co, również zrośniętych w jedną kość guziczną), a więc łącznie od 33 do 34 kręgów, z czego 24 są oddzielne, a pozostałych 9–10 zrośniętych w dwie ostatnie kości.
Pomiędzy trzonami kolejnych kręgów występują krążki międzykręgowe, zwane dyskami. Ich podstawową funkcją jest amortyzowanie wstrząsów i zapewnienie ruchomości sąsiadującym kręgom. Razem tworzą one tzw. segment ruchowy kręgosłupa. Wysunięcie się krążka, popularnie zwane dyskopatią, może być bardzo bolesne i wymaga konsultacji lekarza. Jest to najczęściej pierwszy etap choroby zwyrodnieniowej kręgosłupa. Przestrzeń pomiędzy trzonami a łukami kręgowymi kolejnych kręgów tworzy kanał kręgowy, który chroni rdzeń kręgowy. Zmiany zwyrodnieniowe lub urazy mogą być przyczyną niestabilności kręgosłupa.
Zadaniem kręgosłupa jest podpora ciała i ochrona rdzenia kręgowego, jest także narządem ruchu.

### Jednostki funkcjonalne

#### Przednia jednostka funkcjonalna
Po usunięciu wszystkich łuków kręgowych u podstawy szypułek, zostałby stos trzonów kręgowych i krążków międzykręgowych, z których złożona jest przednia jednostka funkcjonalna kręgosłupa. Każdy krążek międzykręgowy tworzy spojenie pomiędzy przylegającymi do siebie trzonami kręgów, które pozwala na niewielki zakres kompresji, rozciągania i zginania we wszystkich kierunkach, oraz rotacji. Elastyczność przedniej jednostki funkcjonalnej jest więc ograniczana jedynie przez integralność krążków międzykręgowych, oraz przez przednie i tylne więzadła podłużne które wspierają zespół od przodu i od tyłu.

#### Tylna jednostka funkcjonalna
Gdyby odciąć większość przedniej jednostki funkcjonalnej od góry do dołu, zostanie tylna jednostka funkcjonalna – tuba zbudowana ze stosu łuków kręgowych, wszystkich powstrzymujących więzadeł pomiędzy łukami, oraz fragmentów tylnej krawędzi trzonów kręgów i krążków międzykręgowych w sam raz wystarczających aby uzupełnić tubę z przodu. Wnętrze tylnej jednostki funkcjonalnej to kanał kręgowy, który mieści w sobie rdzeń kręgowy i nerwy kręgowe.
Każdy łuk kręgowy tworzy niewielkie stawy maziówkowe z sąsiadującym łukiem, za pomocą niedużych, gładkich powierzchni stawowych, które zlokalizowane są na przylegających wyrostkach stawowych kręgu górnym i dolnym. Jak inne stawy maziówkowe, te ruchome stawy międzykręgowe charakteryzują się powierzchniami stawowymi pokrytymi chrząstką, błoną maziową i płynem maziowym, oraz torebką stawową okrywającą cały zespół.
Dwie wewnętrzne powierzchnie stawowe, po jednej na każdej szypułce, formują staw międzykręgowy z odpowiadającą im górną powierzchnią stawową kręgu poniżej. Pomimo że ustawienie powierzchni stawowych ogranicza skręcanie kręgosłupa w obszarze lędźwiowym, pozwala na nie w obszarach szyjnym i piersiowym kręgosłupa.
Na samym przedzie górnego i dolnego wyrostka stawowego kręgu, oraz trochę bardziej z tyłu i z boku krążków międzykręgowych, znajdują się otwory międzykręgowe, otwory w kolumnie kręgosłupa z których wychodzą nerwy rdzeniowe. W obszarze lędźwiowym umiejscowienie tych otworów i ich nerwów rdzeniowych powoduje, że są one wrażliwe na rozerwanie krążków międzykręgowych, które może naruszyć nerw rdzeniowy i spowodować rozdzierające bóle w dole uda.

#### Więzadła kręgosłupa
Cały zespół kręgosłupa jest ustabilizowany za pomocą więzadeł. Przednie i tylne więzadła podłużne wzmacniają elastyczną przednią jednostkę funkcjonalną, a torebki stawowe pomagają utrzymywać łuki kręgowe razem. Dodatkowo, na tylną jednostkę funkcjonalną nałożone są inne jeszcze więzadła – więzadła międzykolcowe, które biegną pomiędzy przylegającymi wyrostkami kolczystymi kręgu, więzadła nadkolcowe które łączą koniuszki wyrostków kolczystych, luźne, elastyczne więzadła żółte które łączą przylegające blaszki, oraz znajdujące się w szyi więzadła karkowe, które są elastycznym przedłużeniem więzadeł nadkolcowych, docierającym do głowy.
Czworonogi takie jak psy, posiadają dobrze rozwinięte więzadła karkowe, których elastyczność pozwala im utrzymywać głowę w pionie bez ciągłych nakładów energii muskularnej. Ze względu na wyprostowaną postawę znaczenie więzadeł karkowych u ludzi jest w znacznym stopniu zredukowane w porównaniu z czworonogami, choć, prawdopodobnie, mają one pewne znaczenie w utrzymywaniu głowy wyciągniętej do tyłu.

### Krzywizny kręgosłupa człowieka
U człowieka przystosowanie kręgosłupa do utrzymywania wyprostowanej postawy ciała i unoszenia głowy przejawia się zarówno w jego kształcie, jak i w sposobie zestawienia trzonów kręgowych. Można to zaobserwować na przykład u dziecka, które uczy się chodzić. Jego kręgosłup początkowo jest łukowaty i stopniowo przybiera kształt podwójnej litery S. Odcinki szyjny i lędźwiowy wygięte są do przodu, co określa się mianem lordozy, natomiast piersiowy i krzyżowy wygięte są do tyłu, co określa się mianem kifozy.
Patrząc zarówno od frontu, jak i od tyłu, kręgosłup powinien wyglądać na prosty. W przeciwnym wypadku dochodzi do wychylenia bocznego miednicy i kręgosłupa, co spowodowane jest najczęściej brakiem równowagi bocznej, jak na przykład kiedy jedna noga jest krótsza od drugiej. Wynikiem tego może być rozwinięcie się bocznego skrzywienia zwanego skoliozą, stanu który zawsze wywołuje powstanie w kierunku od prawej do lewej skrzywień wyrównawczych powyżej w kręgosłupie, które ostatecznie ustawiają głowę z powrotem w centralnej linii tułowia. Skrzywienia wyrównawcze rozwijają się dlatego, że ludzka postawa dostosowuje się w taki sposób, aby utrzymać pionową linię grawitacji od głowy po palce stóp, przy jak najmniejszym wysiłku mięśniowym, nawet jeśli odbywa się to kosztem zniekształceń i chronicznych bólów. Występuje również fizjologiczna skolioza odcinka piersiowego w prawą stronę.